# المكائل (العدين)

تعديل مصدري - تعديل

المكائل محلة تابعة لقرية المعرضه السفلى، التابعة لعزلة خباز بمديرية العدين إحدى مديريات محافظة إب في الجمهورية اليمنية.، بلغ تعداد سكانها 66 حسب تعداد اليمن لعام 2004.